# IC 1336
IC 1336 је спирална галаксија у сазвјежђу Јарац која се налази на листи објеката дубоког неба у Индекс каталогу.
Деклинација објекта је - 18° 2' 19" а ректасцензија 20h 55m 5,0s. Привидна величина (магнитуда) објекта IC 1336 износи 14,5 а фотографска магнитуда 15,3. IC 1336 је још познат и под ознакама ESO 598-1, MCG -3-53-9, PGC 65706.